# Колдычевское
Колдыче́вское (бел. Калдычэўскае) — озеро в Барановичском районе Брестской области в Белоруссии. Из озера вытекает река Щара. Окружено со всех сторон Корытинским болотом, на котором ведутся торфоразработки, и деревнями Арабовщина и Колдычево. Площадь поверхности озера составляет 0,58 км², длина — 0,96 км. Высота водного зеркала 185,7 метров над уровнем моря. Средняя глубина Колдычевского равна 0,64 метра, максимальная — 1,5 метра.
Вблизи озера раскопана неолитическая торфяниковая стоянка Войковичи-1.